# 676
676 (DCLXXVI na numeração romana) foi um ano bissexto do século VII, do Calendário Juliano, da Era de Cristo, teve início a uma terça-feira e terminou a uma quarta-feira, as suas letras dominicais foram F e E.
| ano completo                          |
| ------------------------------------- |
| Ano bissexto com início à terça-feira |

## Eventos
- 5 de Novembro - É eleito o Papa Dono.

## Mortes
- 17 de Junho - Papa Adeodato II